# Poynter Col
Der Poynter Col ist ein verschneiter und 700 m hoher Gebirgspass in Form eines Bergsattels im Grahamlands auf der Antarktischen Halbinsel. Er verläuft 15 km ostsüdöstlich des Kap Kjellman zwischen dem Poynter Hill und den Ivory Pinnacles.
Der Falkland Islands Dependencies Survey nahm 1948 Vermessungen vor. Das UK Antarctic Place-Names Committee benannte ihn 1953 in Anlehnung an die Benennung des gleichnamigen Hügels. Dessen Namensgeber ist dem britischen Seemann Charles Wittit Poynter (1797–1878), Master’s mate von Edward Bransfield auf der Brigg Williams, mit der sie gemeinsam 1820 zu den Südlichen Shetlandinseln und in die Bransfieldstraße vorgestoßen waren.